# Saint-Julien-Beychevelle
Saint-Julien-Beychevelle är en kommun i departementet Gironde i regionen Nouvelle-Aquitaine i sydvästra Frankrike. Kommunen ligger i kantonen Pauillac som tillhör arrondissementet Lesparre-Médoc. År 2022 hade Saint-Julien-Beychevelle 621 invånare.

## Befolkningsutveckling
Antalet invånare i kommunen Saint-Julien-Beychevelle
Referens:INSEE